# Alana Blahoski
Alana Blahoski (née le 29 avril 1974 à Saint Paul, Minnesota, aux États-Unis) est une joueuse américaine de hockey sur glace qui évoluait dans la sélection nationale féminine en tant qu'attaquante.
Elle a remporté une médaille d'or olympique en 1998 à Nagano ,.

## Statistiques
| Année | Équipe     | Compétition          |   | PJ | B | A | Pts | Pun | +/-               |  | Résultat |
| 1997  | États-Unis | Championnat du monde | 5 | 1  | 3 | 4 | 0   |     | Médaille d'argent |  |          |
| 1998  | États-Unis | Jeux olympiques      | 6 | 0  | 2 | 2 | 0   | +11 | Médaille d'or     |  |          |
| 1999  | États-Unis | Championnat du monde | 5 | 0  | 1 | 1 | 0   | +1  | Médaille d'argent |  |          |
| 2000  | États-Unis | Championnat du monde | 5 | 7  | 2 | 9 | 0   | +7  | Médaille d'argent |  |          |
| 2001  | États-Unis | Championnat du monde | 5 | 0  | 1 | 1 | 6   | +4  | Médaille d'argent |  |          |